# Catió
Un catió és un ió (sigui àtom o molècula) amb càrrega elèctrica positiva, això és, amb defecte d'electrons. Els cations es descriuen amb un estat d'oxidació positiu.
Les sals típicament estan formades per cations i anions (encara que l'enllaç mai no és purament iònic, sempre hi ha una contribució covalent).

## Cations importants
- Oxoni o protó hidratat
- Metalls alcalins i alcalinoterris:
  - Sodi
  - Potassi
  - Magnesi
  - Calci
- Metalls de transició
- Amoni